# Yu Yang (piłkarz)
Yu Yang (chiń. 姜寧, ur. 6 sierpnia 1989 w Tiencinie) – chiński piłkarz grający na pozycji lewego obrońcy. Od 2015 jest zawodnikiem klubu Guangzhou R&F.

## Kariera piłkarska
Swoją karierę piłkarską Yu Yang rozpoczął w klubie Beijing Guo’an. W 2008 roku awansował do kadry pierwszego zespołu i wtedy też zadebiutował w nim w Super League. W sezonie 2009 wywalczył z nim tytuł mistrza Chin. W sezonie 2010 został wypożyczony do grającego w League Two, Dalian A’erbin. Wywalczył z nim mistrzostwo ligi i awans do League One. W 2011 roku wrócił do klubu z Pekinu i w tamtym sezonie wywalczył wicemistrzostwo kraju. W 2014 roku także został wicemistrzem Chin.
W 2015 roku Yu Yang został piłkarzem klubu Guangzhou R&F. Swój debiut w nim zaliczył 12 kwietnia 2015 w zwycięskim 2:1 wyjazdowym meczu z Shandong Luneng.
| Sezon | Klub           | Kraj  | Rozgrywki    | Mecze | Gole |
| ----- | -------------- | ----- | ------------ | ----- | ---- |
| 2008  | Beijing Guo’an | Chiny | Super League | 4     | 0    |
| 2009  | Beijing Guo’an | Chiny | Super League | 0     | 0    |
| 2010  | Dalian A’erbin | Chiny | League Two   | 17    | 0    |
| 2011  | Beijing Guo’an | Chiny | Super League | 2     | 1    |
| 2012  | Beijing Guo’an | Chiny | Super League | 26    | 0    |
| 2013  | Beijing Guo’an | Chiny | Super League | 4     | 0    |
| 2014  | Beijing Guo’an | Chiny | Super League | 13    | 0    |
| 2015  | Guangzhou R&F  | Chiny | Super League | 17    | 0    |
| 2016  | Guangzhou R&F  | Chiny | Super League |       |      |

## Kariera reprezentacyjna
W reprezentacji Chin Yu Yang zadebiutował 8 czerwca 2012 roku w wygranym 3:0 towarzyskim meczu z Wietnamem. W 2015 roku zajął z Chinami drugie miejsce w Pucharze Azji Wschodniej.